# Kopytov

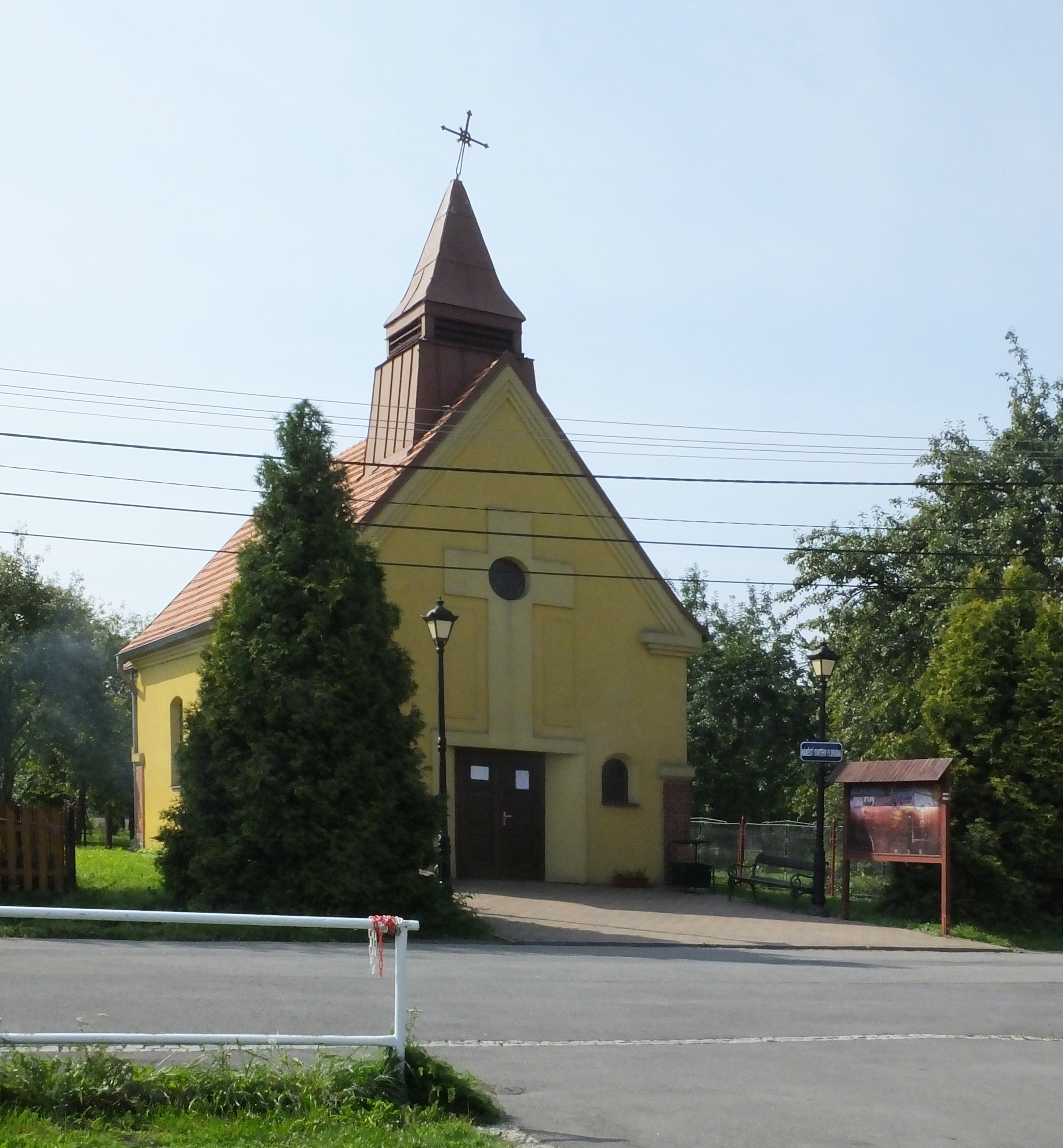
Kapelle des hl. Johannes von Nepomuk

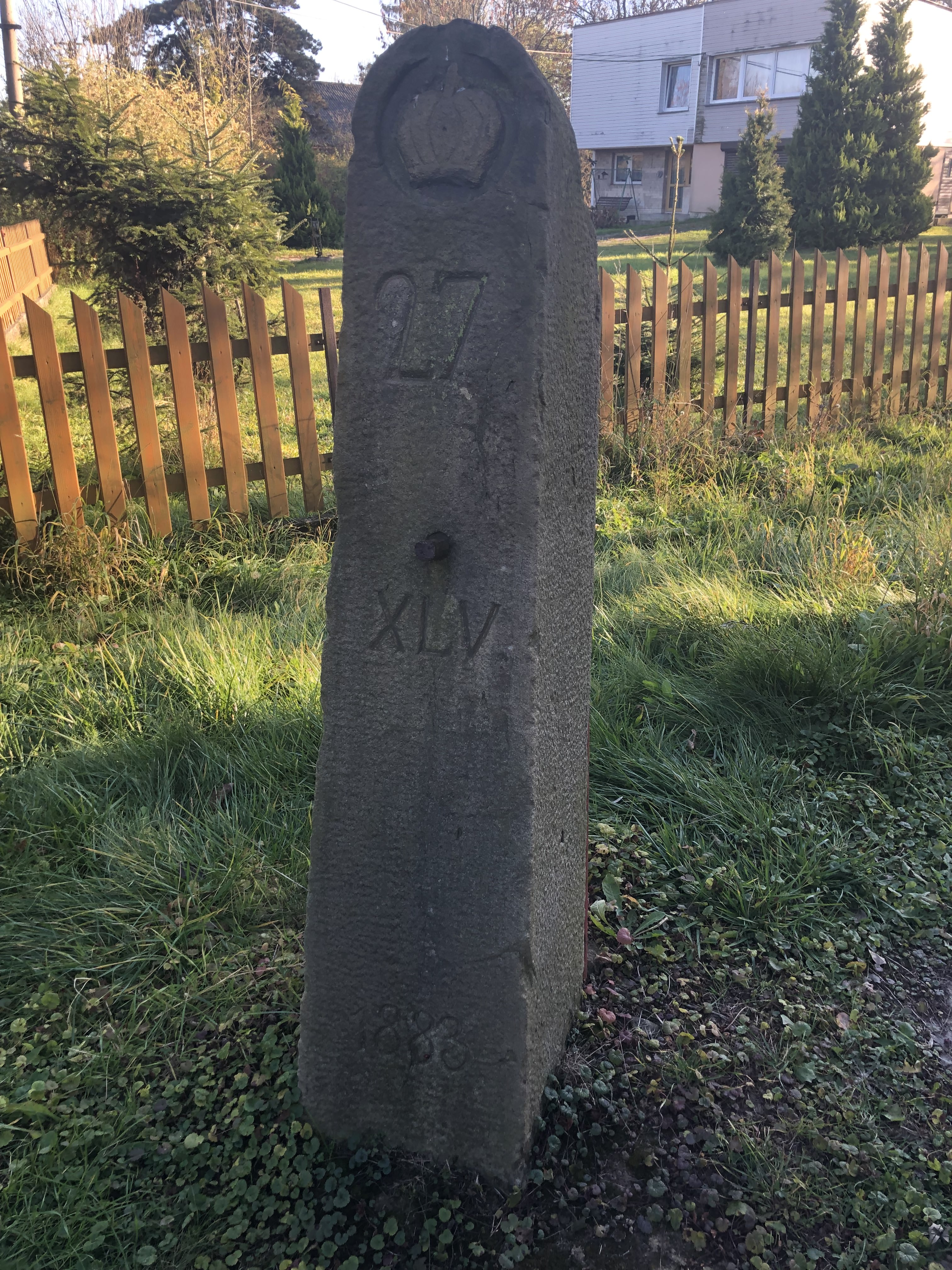
Grenzstein von 1742

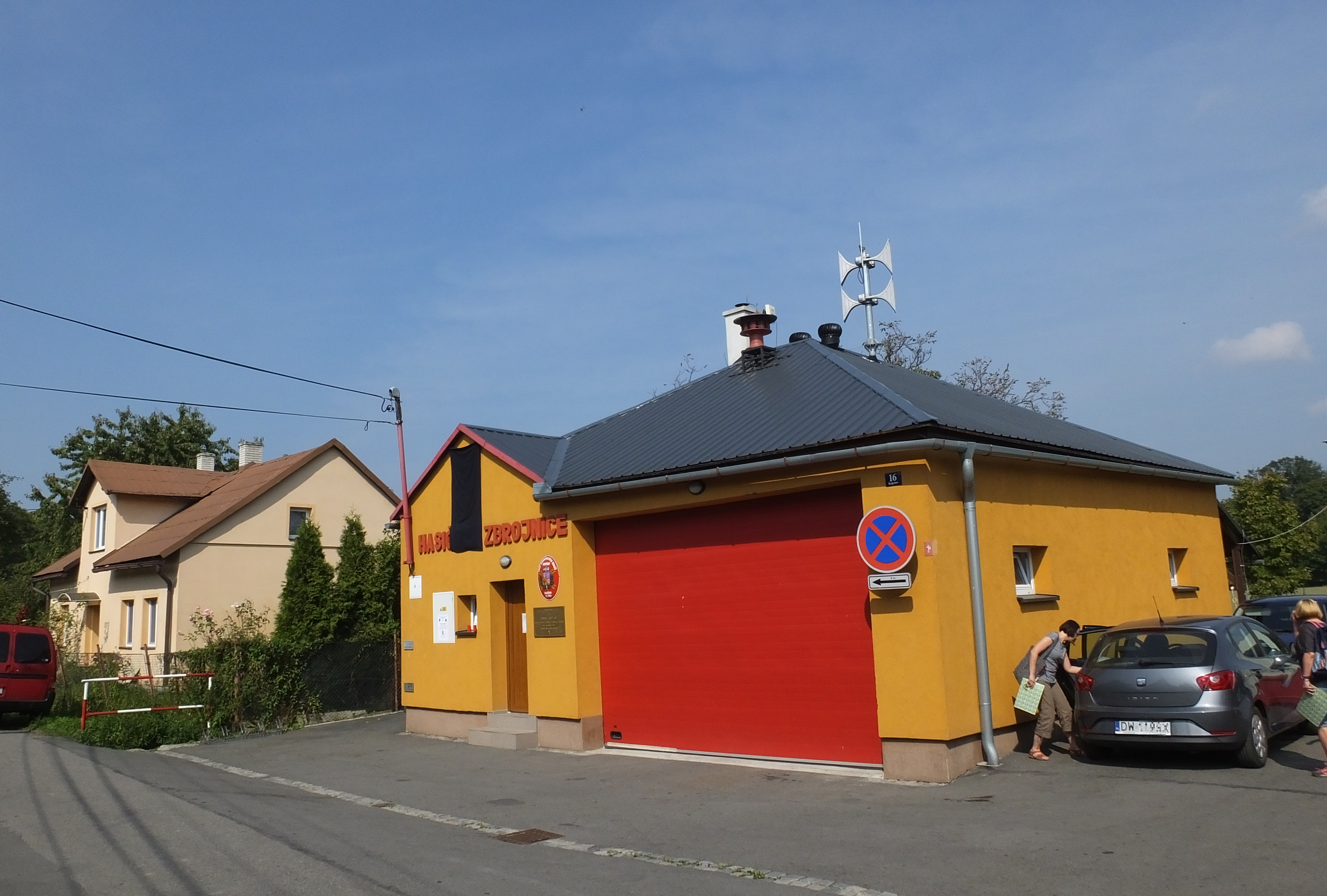
Spritzenhaus

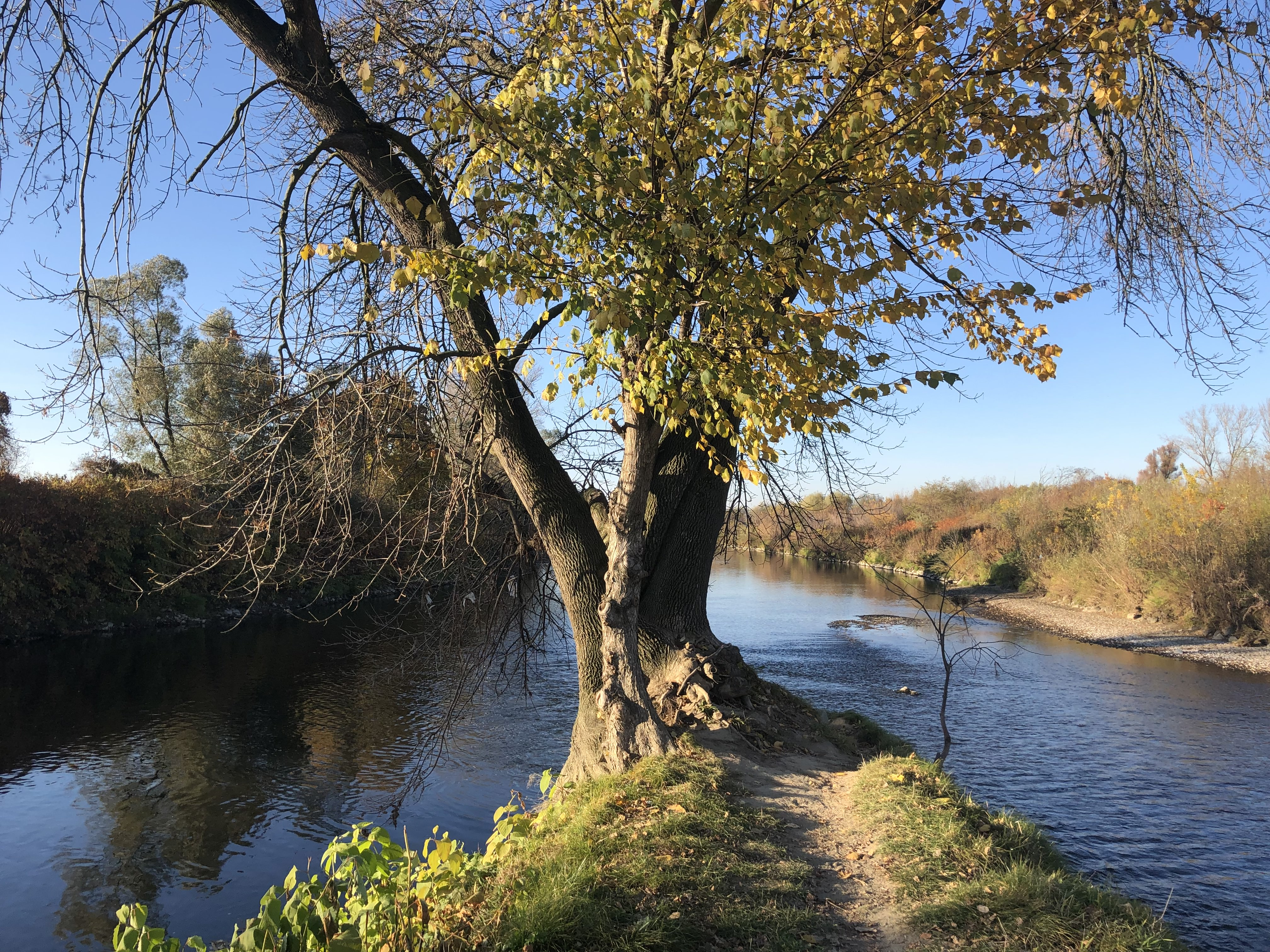
Die Špica am Zusammenfluss von Oder (l) und Olsa (re)

Kopytov (deutsch Kopitau, polnisch Kopytów) ist eine Grundsiedlungseinheit der Stadt Bohumín (Oderberg) in Tschechien. Das Dorf liegt vier Kilometer nördlich von Nový Bohumín (Neu-Oderberg) an der polnischen Grenze und gehört zum Okres Karviná. Zwischen 1922 und 1938 befand sich am damals nordwestlichsten Punkt der Gemarkung das Dreiländereck zwischen dem Deutschen Reich, der Republik Polen und der Tschechoslowakei⊙.

## Geographie
Kopytov befindet sich auf einer Binnenhalbinsel zwischen den Flüssen Oder und Olsa im Ostrauer Becken. Ein reichlichen Kilometer östlich mündet die Lutyňka in die Olsa; anderthalb Kilometer nordwestlich fließen an der Špica/ Szpica der Bełk und die Olsa in die Oder.
Nachbarorte sind Dworek (Teichhof) im Norden, Gorzyce (Groß Gorschütz) und Uchylsko (Uhilsko) im Nordosten, Gorzyczki (Klein Gorschütz) und Červín (Czerwin) im Osten, Věřňovice (Willmersdorf), Nerad, Martinov und Nová Ves (Nickeltaff) im Südosten, Šunychl (Schönichel) und Starý Bohumín (Alt Oderberg) im Süden, Stary Dwór (Althof) und Chałupki (Annaberg) im Südwesten, Zabełków (Zabelkau) im Westen sowie Poddębina (Neuhof), Roszków (Roschkau) und Olza (Olsau) im Nordwesten.

## Geschichte
Die aus neun hölzernen Chaluppen bestehende Holzfällersiedlung Kopytov wurde 1480 im Auwaldgebiet zwischen der Olsa und der Oder gegründet. Der Grundherr, Stephan von Würben, bestätigte im selben Jahre die Privilegien des Dorfschulzen. Während des Zerfalls des Herzogtums Teschen erfolgte im letzten Viertel des 16. Jahrhunderts die Abtrennung vom Herzogtum und Herausbildung der Minder-Standesherrschaft Oderberg. Diese wurde 1742 nach dem Ersten Schlesischen Krieg entlang der Oder zwischen Preußen und Österreich geteilt, wobei der rechtsodrische Teil (mit Kopytov) bei Österreich verblieb. Auch die Gebiete rechts der Olsa wurden preußisch. Um 1800 bestand Kopittau aus 23 Häusern mit 129, überwiegend slonsakischsprachigen (schlesisch-polnisch, in der Nähe der Sprachgrenze zu schlesisch-mährisch) Bewohnern. Wegen der flachen Ufer beider Flüsse wurden die Felder des Dorfes öfters durch Hochwasser überflutet. Pfarrort war Oderberg.
Nach der Aufhebung der Patrimonialherrschaften bildete Kopitau ab 1850 einen Ortsteil der Gemeinde Schönichel im Gerichtsbezirk Oderberg und Bezirk Friedek. 1868 wurde das Dorf dem Bezirk Freistadt zugeordnet. Im Jahre 1869 bestand Kopitau aus 19 Häusern und hatte 179 Einwohner. Seit den 1870er Jahren wurde der tschechische Name Kopytov verwendet. Nach der Entstehung der neuen Siedlung Oderberg Bahnhof führte die Gemeinde den Namen Schönichel-Oderberg Bahnhof. Im Jahre 1900 hatte Kopitov / Kopitau 184 Einwohner, 1910 waren es 203.
Nach dem Ersten Weltkrieg zerfiel der Vielvölkerstaat Österreich-Ungarn, das Gebiet des Bezirks wurde strittig. Nach dem Polnisch-Tschechoslowakischen Grenzkrieg sowie der Entscheidung des Botschafterrats der Siegermächte vom 28. Juli 1920 fiel Kopitov der Tschechoslowakischen Republik zu. Beim Zensus von 1921 lebten in den 33 Häusern des Dorfes 239 Personen, darunter 100 Polen, 63 Tschechen und 13 Deutsche. In Folge der am 20. Juni 1922 erfolgten Abtretung Ostoberschlesiens an Polen entstand bei der Olsaspitze das neue Dreiländereck zwischen dem Deutschen Reich, der Republik Polen und der Tschechoslowakei. 1924 wurde die Gemeinde Šunychl-Bohumín-nádraží (Schönichel-Oderberg Bahnhof) in Nový Bohumín (Neu-Oderberg) umbenannt und zur Stadt erhoben. Im selben Jahre wurde in Kopytov eine tschechische Feuerwehr gegründet. 1930 lebten in den 37 Häusern von Kopytov 231 Personen.  Nach dem Münchner Abkommen wurde Kopytów im Oktober 1938 von Polen besetzt und der Woiwodschaft Schlesien zugeschlagen. Ein Jahr später erfolgte die Besetzung durch das Deutsche Reich; bis 1945 gehörte Kopitau zum Landkreis Teschen. Im Frühjahr 1945 lag das Dorf eine Zeitlang im Frontbereich der Mährisch-Ostrauer Operation und erlitt schwere Schäden. Nach dem Ende des Zweiten Weltkrieges kam Kopytov zur wiedererrichteten Tschechoslowakei zurück, zudem wurden die Verwaltungsstrukturen von 1938 wieder hergestellt. Im Rahmen der Initiative Budujeme Slezsko (Wiederaufbau Schlesiens) übernahm im April 1946 die Stadt Čáslav die Patenschaft über Kopytov und stellte dafür 110.000 Kčs. 1949 wurde das Dorf Teil des neu gebildeten Okres Ostrava-okolí. 1950 bestand Kopytov aus 40 Häusern und hatte 161 Einwohner. Die Staatsgrenze zu Polen an der Olsaspitze wurde in den 1950er Jahren an die regulierten Flussläufe angepasst. Im Zuge der Gebietsreform von 1960 wurde Kopytov dem Okres Karviná zugeordnet. 1970 lebten in den 32 Häusern von Kopytov 102 Personen. Zum 1. Juli 1973 erfolgte die erneute Zusammenlegung von Nový Bohumín und Starý Bohumín zu einer Stadt Bohumín; Kopytov verlor dabei den Status eines Ortsteils und wurde Šunychl zugerechnet.  In den Jahren 1975 und 1976 bestand am Oderknie südwestlich von Kopytov der einzige Oderhafen der Tschechoslowakei; von dem kleinen Flusshafen mit einer 40 m langen Ladekante legten jeweils im Frühjahr einige Frachtkähne ab. Nachdem ein mit zwei LKW beladener Frachtkahn im März 1976 nur mit Zuspeisung von Talperrenwasser ablegen konnte, wurde der unrentable Flusshafen aufgegeben.  Das Oderhochwasser von 1997 verursachte in Kopytov schwere Schäden. 2001 lebten in den 30 Häusern von Kopytov 61 Personen. Beim Zensus von 2011 hatte Kopytov 73 Einwohner und bestand aus 32 Wohnhäusern.

## Ortsgliederung
Die Grundsiedlungseinheit Kopytov gehört zum Ortsteil Šunychl (Schönichel). Kopytov bildet einen Katastralbezirk.

## Sehenswürdigkeiten
- Kapelle des hl. Johannes von Nepomuk, errichtet 1950 in Eigenleistung anstelle eines alten – im Krieg stark beschädigten – kleineren Vorgängerbaus. Sie wurde im Jahre 2010 saniert.
- Grenzstein aus dem Jahre 1742 mit Kaiserkrone und der weiteren Jahreszahl 1883. Er wurde 2004 unweit des Zusammenflusses von Olsa und Oder aufgefunden und auf dem nám. Sv. Floriána aufgestellt.
- nám. Sv. Floriána (St.-Florians-Platz), er wurde 2010 anlässlich der Kapellensanierung angelegt und auf Initiative der Feuerwehr nach deren Schutzheiligen benannt. Seit 2011 ist der 8 × 7 m große Platz im tschechischen Buch der Rekorde als kleinster Platz des Landes eingetragen. An dem Platz befinden sich die Kapelle, die Feuerwache, der Grenzstein, eine Laterne und eine Sitzbank.[4]
- Gedenklinde, am westlichen Ende des Dorfes. Sie wurde 2007 gepflanzt und erinnert an die Wiederaufbauhilfe durch die Stadt Čáslav im Jahre 1946[5]
- Naturdenkmal Hraniční meandry Odry (Grenzmäander der Oder), durch Kopytov führt der gleichnamige Lehrpfad.